# De gewonde tafel
De gewonde tafel (Spaans: La mesa herida; Engels: The Wounded Table) is een schilderij uit 1940 van de Mexicaanse kunstenares Frida Kahlo. Het schilderij is geschilderd op hout en is 122 x 244 cm groot. Het origineel is voor het laatst tentoongesteld in 1955, in Warschau, en is sindsdien vermist. In Kunstmuseum Gehrke-Remund in Mühlheim am Main, Duitsland hangt een officiële replica op ware grootte, maar die is geschilderd op linnen.

## Thematiek
De gewonde tafel is net als De twee Frida's een 'dramatisering van eenzaamheid'. Verbeeld zijn Kahlo zelf, haar neef en nicht, en haar lievelingshertenkalf. De gewonde, bebloede tafel staat vermoedelijk symbool voor Kahlo's gebroken huwelijk. De scène vertoont overeenkomsten met Het Laatste Avondmaal van Leonardo da Vinci.